# Сапфірова книга
 «Таймлесс. Сапфірова книга» — друга книга трилогії «Таймлес» або «Трилогія дорогоцінного каменя» німецької письменниці Керстін Гір, вийшла у 2010 р.

## Опис
Що робити, якщо твоє серце розбите, а почуття розтоптані? Годинами базікати по телефону з найкращою подругою? Їсти шоколад і валятися у ліжку, обливаючись сльозами? Як шкода, що у Гвендолін абсолютно немає на це часу. А все тому, що на сімнадцятому році життя у неї зовсім випадково виявився ген мандрівника в часі. Голова йде обертом: хронограф, коло крові, Таємниця Дванадцяти, всі ці бали, суаре, сутички і подорожі по темних лабіринтах минулого, а тепер ще хтось за нею полює, і єдине, про що їй дійсно варто думати, так це про те, щоб вижити! Всі нитки ведуть у минуле, до таємничого графа Сен-Жермена, який веде небезпечну гру, щоб роздобути джерело вічного життя. А тут розбите серце!
Гідеон, хто ж ти — друг чи ворог? Що значать твої визнання в любові — жарт, розіграний як по нотах план графа чи все ж справжнє почуття? Розгадати всі таємниці Гвендолін допоможуть її вірні друзі. Ласкаво просимо у світ мандрівників у часі, пригоди починаються!